# 董正浩
董正浩（동정호，?—），北韓政治家，任職內閣副總理、朝鮮勞動黨中央委員會候補委員及最高人民會議代議員。

## 生平
資料對其記錄始於2003年。當時，他出任建設建材工業部的科學技術局局長。兩年後，晉升為該部的副部長。同年又被起用為部長。2009年，獲留任為部長，又在當屆的最高人民會議選舉首次當選為代議員。翌年，入選黨中央委員會的候補委員名單。2014年3月，第二度當選做代議員。2019年3月，連任最高人民會議代議員。一個月後，晉升為內閣副總理。

## 資料來源
1. 1 2 3 4  동정호
2. ↑  . 統一新聞. 2019-03-12  [2019-03-13]. （原始内容存档于2019-03-13） （韩语）.
3. ↑  . 勞動新聞. 2019-04-12  [2019-04-12]. （原始内容存档于2019-04-12） （中文）.